# Kobułty (gromada)
Kobułty – dawna gromada, czyli najmniejsza jednostka podziału terytorialnego Polskiej Rzeczypospolitej Ludowej w latach 1954–1972.
Gromady, z gromadzkimi radami narodowymi (GRN) jako organami władzy najniższego stopnia na wsi, funkcjonowały od reformy reorganizującej administrację wiejską przeprowadzonej jesienią 1954 do momentu ich zniesienia z dniem 1 stycznia 1973, tym samym wypierając organizację gminną w latach 1954–1972.
Gromadę Kobułty z siedzibą GRN w Kobułtach utworzono – jako jedną z 8759 gromad na obszarze Polski – w powiecie szczycieńskim w woj. olsztyńskim na mocy uchwały nr 27 WRN w Olsztynie z dnia 4 października 1954. W skład jednostki weszły obszary dotychczasowych gromad Kobułty, Chmielówka i Labuszewo, ponadto miejscowości Popowa Wola i Rutkowo z dotychczasowej gromady Popowa Wola oraz miejscowość Rudziska z dotychczasowej gromady Rudziska ze zniesionej gminy Kobułty w tymże powiecie. Dla gromady ustalono 17 członków gromadzkiej rady narodowej.
1 stycznia 1958 do gromady Kobułty włączono wsie Botowo i Botówko ze zniesionej gromady Rumy w tymże powiecie, po czym gromadę Kobułty włączono do powiatu reszelskiego w tymże województwie.
1 stycznia 1959 powiat reszelski przemianowano na powiat biskupiecki.
1 stycznia 1960 do gromady Kobułty włączono wsie Borki Małe, Borki Wielkie, Dąbrówka Kobułcka, Kamionka, Kamionka Mała i Kamionka Wielka oraz osadę Dąb ze zniesionej gromady Borki Wielkie w tymże powiecie.
Gromada przetrwała do końca 1972 roku, czyli do kolejnej reformy gminnej.